# 조지 월쉬

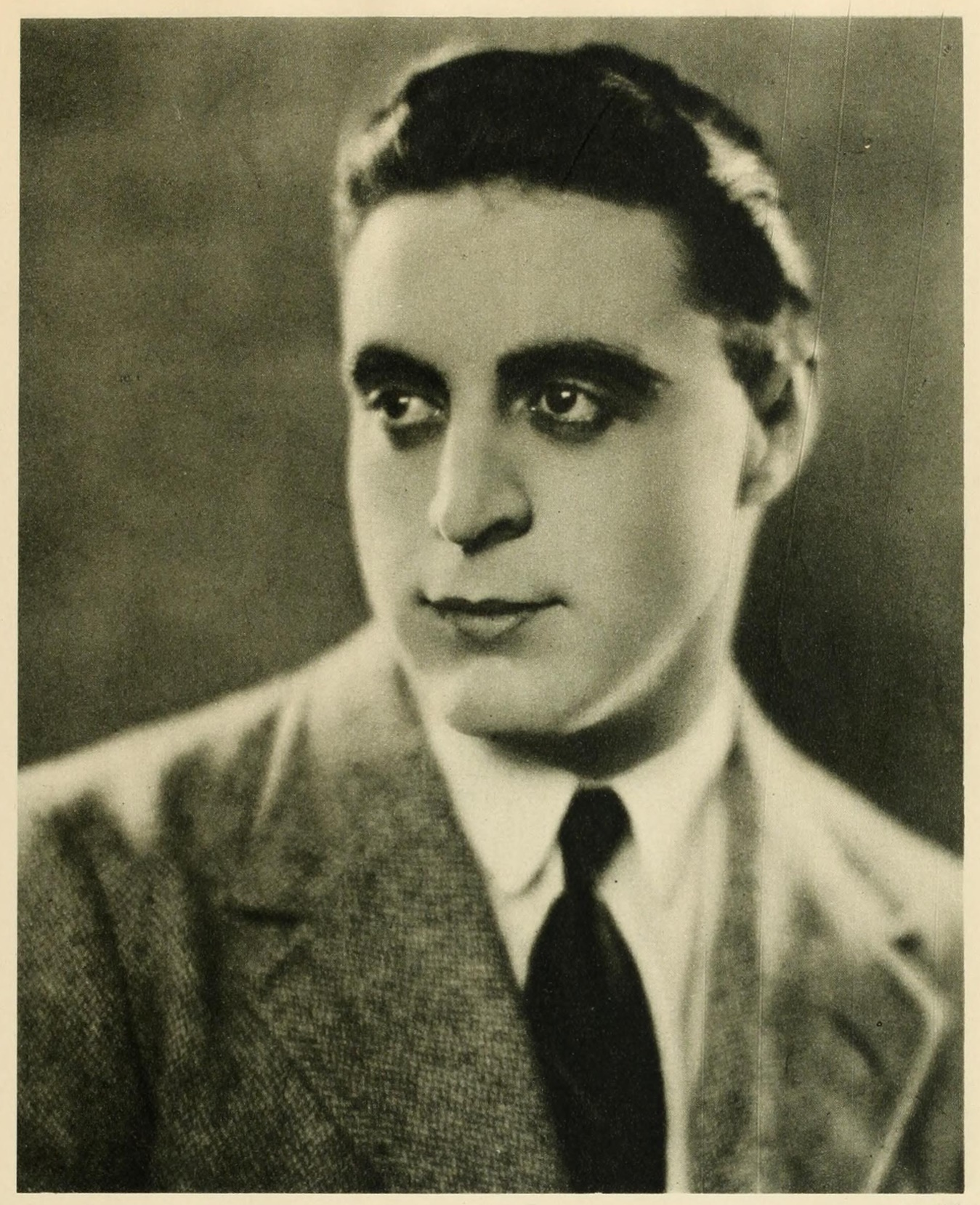

조지 월쉬(George Walsh, 1889년 3월 16일 ~ 1981년 6월 13일)는 미국의 배우, 각본가, 영화배우이다.
맨해튼에서 태어났으며 포모나에서 사망하였다. 사인은 폐렴이다.

## 영화
- 클레오파트라 (1934년)
- 미 앤 마이 걸 (1932년) - 듀크 역
- 로시타 (1923년) - 돈 디에고 역
- 인톨러런스 (1916년)